# Josip Štolcer-Slavenski
Josip Štolcer-Slavenski, właśc. Štolcer, Stolzer (ur. 11 maja 1896 w Čakovcu, zm. 30 września 1955 w Belgradzie) – chorwacki kompozytor.

## Życiorys
Studiował w Konserwatorium Budapeszteńskim u Zoltána Kodálya oraz w Konserwatorium Praskim u Vítězslava Nováka. Studia kontynuował w latach 1923–1924 w konserwatorium w Zagrzebiu. Od 1924 roku mieszkał i pracował w Belgradzie, gdzie w latach 1937–1945 był wykładowcą, a od 1945 roku profesorem w akademii muzycznej. W latach 30. XX wieku zaczął posługiwać się nazwiskiem Slavenski.
W swojej twórczości wykorzystywał ludową słowiańską muzykę Bałkanów, którą łączył ze środkami typowymi dla modernizmu. Jego kompozycje cechuje politonalność i zastosowanie ostrych dysonansów. Eksperymentował z nowymi środkami brzmieniowymi. Posługiwał się nierównomiernymi temperacjami stroju, opracował podział oktawy na 53 półtony.

## Wybrane kompozycje
(na podstawie materiałów źródłowych)

### Utwory orkiestrowe
- Nokturn (1916, zrewid. 1920)
- Prasimfonia na organy, fortepian i orkiestrę (1926)
- Balkanofonija (1927)
- Koncert skrzypcowy (1927)
- Haos (1932)
- Muzika za film (1936)
- Muzika na orkiestrę kameralną (1938)
- Četiri balkanske igre (1938)
- Koncert fortepianowy (1938)
- Simfonijski epos (1946)
- Narodne igre (1950)

### Muzyka kameralna
- Muzika na 4 trautonia i kotły (1947)
- 4 kwartety smyczkowe (I 1923, II 1928, III 1938, IV 1949)
- Kwintet dęty (1930)
- Trio na skrzypce, altówkę i wiolonczelę (1930)
- Slavenska sonata na skrzypce i fortepian (1924)
- Sonata religiosa na skrzypce i organy (1925)

### Utwory fortepianowe
- Sa Balkana (1917)
- Iz Jugoslavije (1923)
- Jugoslavenska suita (1921)
- Plesovi i pjesme sa Balkana (2 zeszyty, 1927)

### Utwory wokalno-instrumentalne
- Ptiček veli na chór żeński i fortepian (1924)
- Religiofonija na głosy solowe, chór i orkiestrę (1934)
- kantara Mladost na chór, flet i fortepian (1937)
- Pesme moje matke na alt i kwartet smyczkowy (1944)